# Fairchild Republic A-10 Thunderbolt II
Fairchild Republic A-10 Thunderbolt II je americký vojenský jednomístný, dvoumotorový proudový letoun určený k poskytování přímé palebné podpory (Close Air Support, CAS) jednotkám pozemních sil (ničení tanků, obrněných vozidel a dalších pozemních cílů). Rovněž může působit jako předsunutý letecký návodčí a navádět jiné letouny na pozemní cíle.
Je to první typ letounu letectva USA od počátku navržený pro plnění úkolů přímé palebné podpory. Oficiální bojové jméno je odvozeno od letounu z druhé světové války P-47 Thunderbolt, který byl velmi efektivní při plnění stejných úkolů. V letectvu je ale častěji neoficiálně označován jako Warthog (prase bradavičnaté) nebo jednoduše jen Hog (prase). Stroje A-10 sloužící v americkém letectvu ve funkci předsunutých leteckých návodčích nesou oficiální označení OA-10.
A-10 měl zlepšit výkon a palebnou sílu letounu Douglas A-1 Skyraider. Jeho drak byl navržen tak, aby byl odolný; např. titanovým pancířem o hmotnosti 1200 liber (540 kg) k ochraně kokpitu a systémů letadla, což mu umožňuje absorbovat poškození a pokračovat v letu. Jeho schopnost startovat a přistávat z relativně krátkých ranvejí umožňuje provoz z přistávacích drah v blízkosti předních linií a jeho jednoduchá konstrukce umožňuje údržbu s minimálním vybavením.
A-10 se nasazení dočkal v první válce v Zálivu (operace Pouštní bouře) - americké intervenci proti irácké invazi do Kuvajtu, kde se letoun vyznamenal. A-10 se účastnil i dalších konfliktů, např. na Grenadě, na Balkáně, v Afghánistánu, Iráku a proti Islámskému státu na Blízkém východě.
Jednomístná varianta A-10A byla jedinou vyráběnou verzí, i když jeden předsériový drak byl upraven na dvoumístný prototyp YA-10B, aby se otestovala noční verze vhodná do každého počasí. V roce 2005 byl zahájen program modernizace zbývajících letounů A-10A na konfiguraci A-10C s moderní avionikou pro použití s přesnou výzbrojí. Americké letectvo uvedlo, že Lockheed Martin F-35 Lightning II nahradí A-10, jakmile vstoupí do služby, což však v rámci USAF a v politických kruzích zůstává velmi sporné. Díky řadě vylepšení a výměn částí draku, jako např. křídel, lze životnost A-10 prodloužit až do roku 2040; od června 2017 není datum vyřazení letounů plánováno.

## Vývoj

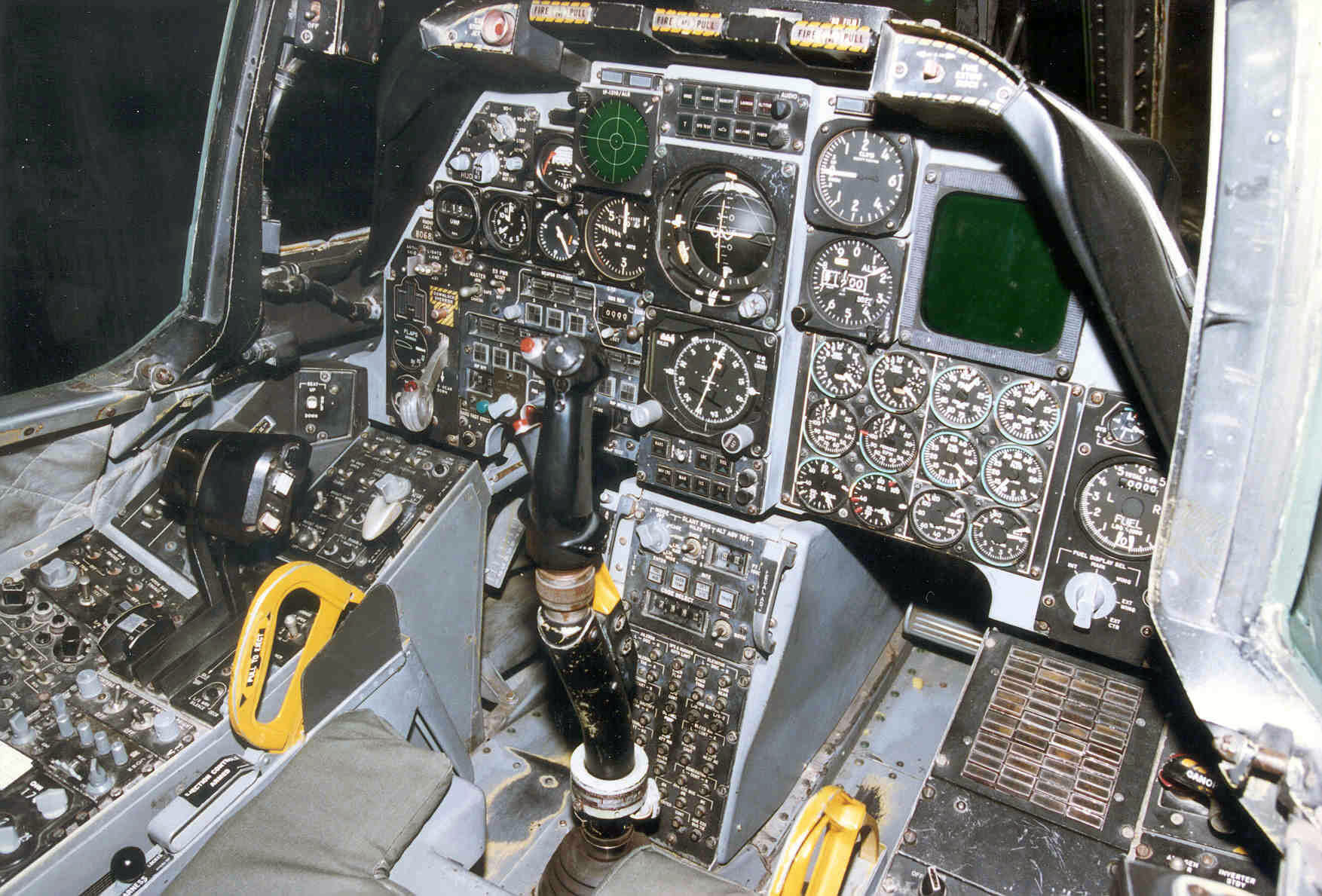
Kokpit stroje A-10A Thunderbolt II

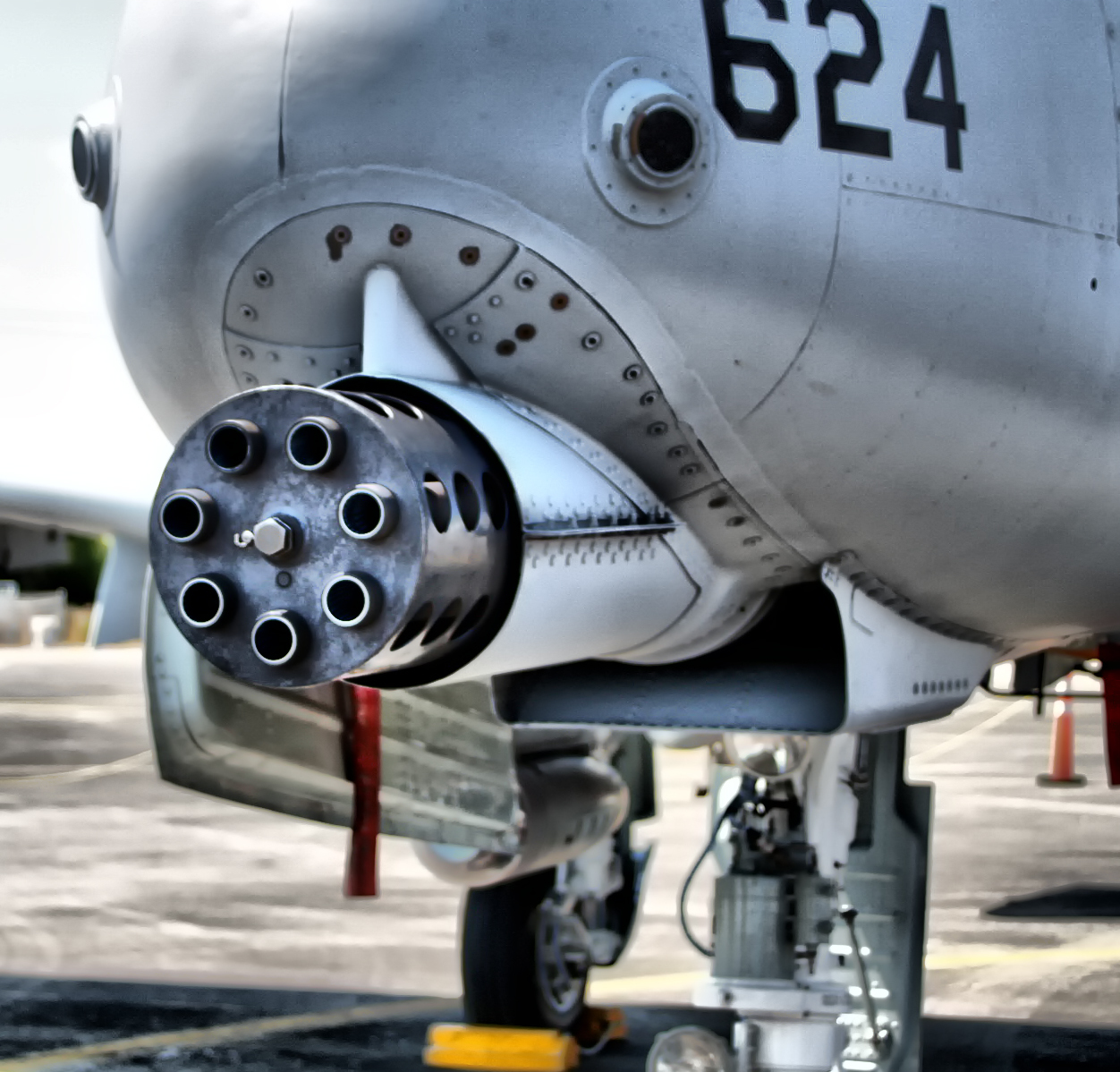
Rotační kanón GAU-8

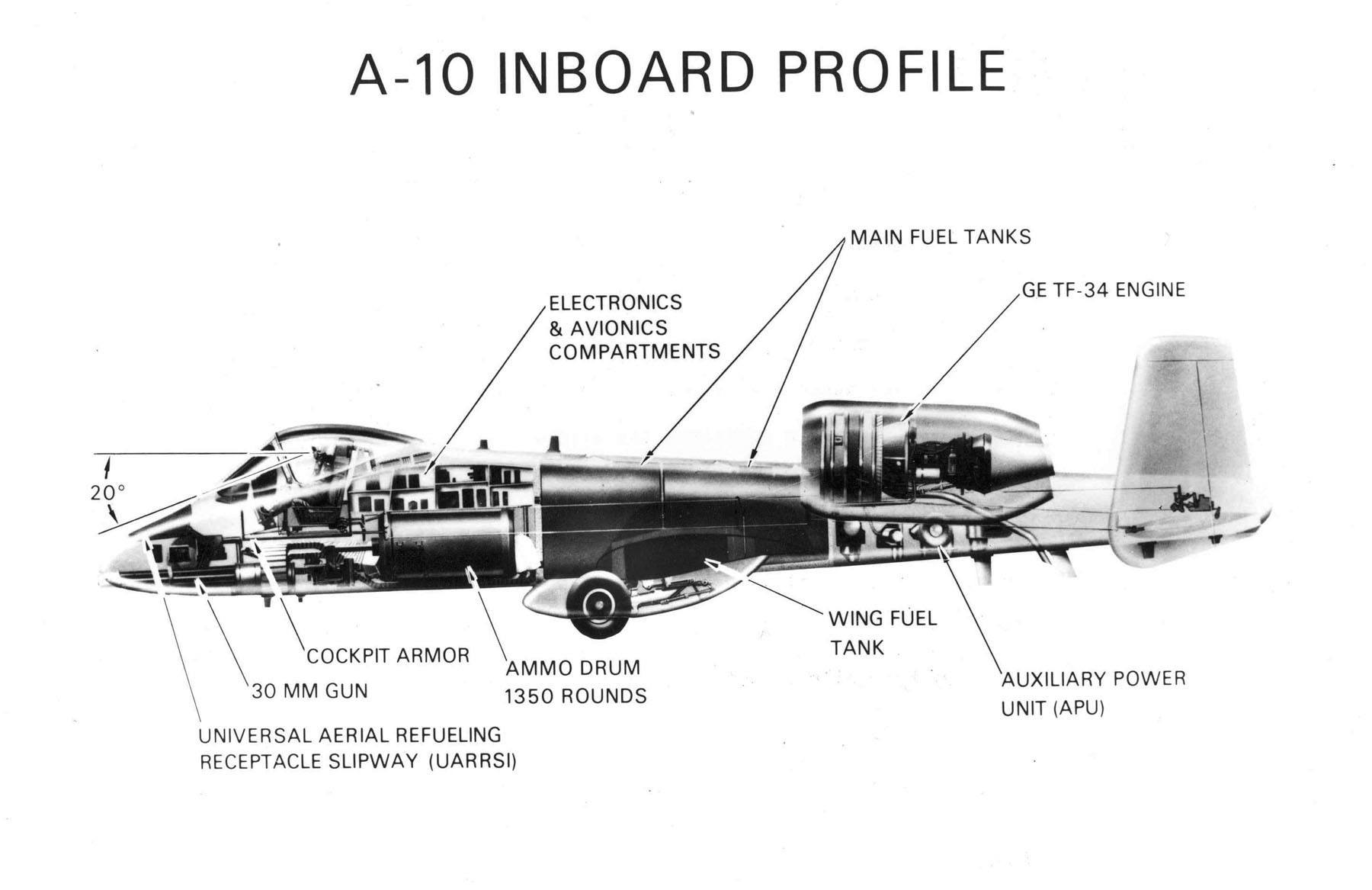
Vnitřní uspořádání letounu A-10

Během války ve Vietnamu se ukázalo, jak zranitelná jsou dobová americká letadla poskytující pěchotě blízkou palebnou podporu. Američané ztratili v této válce stovky letadel A-1 Skyraider, ale i moderních vrtulníků AH-1 Cobra. Většinu ztrát si připsalo ne severovietnamské letectvo, ale jejich protivzdušná obrana. A mnohdy nešlo jen o sofistikované systémy, jakým byl sovětský S-75 Dvina. Smrtelné byly i rakety 9K32 Strela-2 odpalované z ramene a vysoké nebezpečí představovala i "obyčejná" střelba z ručních zbraní. Americké letectvo proto požadovalo těžce vyzbrojené letadlo, které by mohlo rychle reagovat na žádost o pomoc. Mělo mít také schopnost ničit tanky, dělostřelecké baterie a různé typy nepřátelských opevnění. Klíčová nebyla ani tak rychlost letadla jako dobrá manévrovatelnost a schopnost hlídkovat nad bojištěm co nejdéle. K dalším požadavkům patřila nízká cena letadla, snadná údržba a vysoká schopnost přežití v nepřátelské palbě ze země. Letadlo bylo určeno pouze pro denní operace za dobrého počasí.
Všechny tyto požadavky byly 6. března 1967 zaslány do 21 firem, které měly předložit své návrhy na nové letadlo. Program dostal označení A-X (Attack-Experimental), což byla zkratka pro projekt "útočně-experimentálního" letadla. V následujících letech byly požadavky ještě upravovány, na základě čehož předložilo v roce 1970 své návrhy 6 společností. Do užšího výběru se nakonec dostaly firmy Fairchild-Republic a Northrop, které získaly zakázku na stavbu prototypů.
Northrop přišel s prototypem YA-9A a letadlo Fairchild-Republic neslo označení YA-10A. Letové zkoušky prototypů byly zahájeny v květnu 1972 a oba stroje prošly také důkladnými testy údržby. Prohlášením amerického letectva ze dne 10. ledna 1973 se vítězem soutěže nakonec stal stroj společnosti Fairchild-Republic.
Sériová výroba letadel A-10 byla zahájena v říjnu 1975 a dodávka prvních strojů se uskutečnila v březnu 1976. Produkce pokračovala až do roku 1984, přičemž základní konstrukce draku zůstala po celou dobu nezměněna. Celkem bylo vyrobeno 715 letadel, z toho 2 prototypy a jedna upravená verze s tandemovým uspořádáním sedadel.
Od roku 1987 byla podpora a modernizace letadel A-10 zajišťována firmou Northrop Grumman. V březnu 2005 byla s firmou Lockheed Martin uzavřena smlouva na modernizaci letadel Thunderbolt II do úrovně A-10C. Předmětem modernizačního balíčku byla hlavně integrace přesných zbraní, jako jsou pumy JDAM, a hloubková modernizace kabiny pilota. V červnu 2007 získala společnost Boeing zakázku v hodnotě 2 mld. USD, na jejímž základě má do roku 2018 dodat 242 náhradních křídel.

## Služba

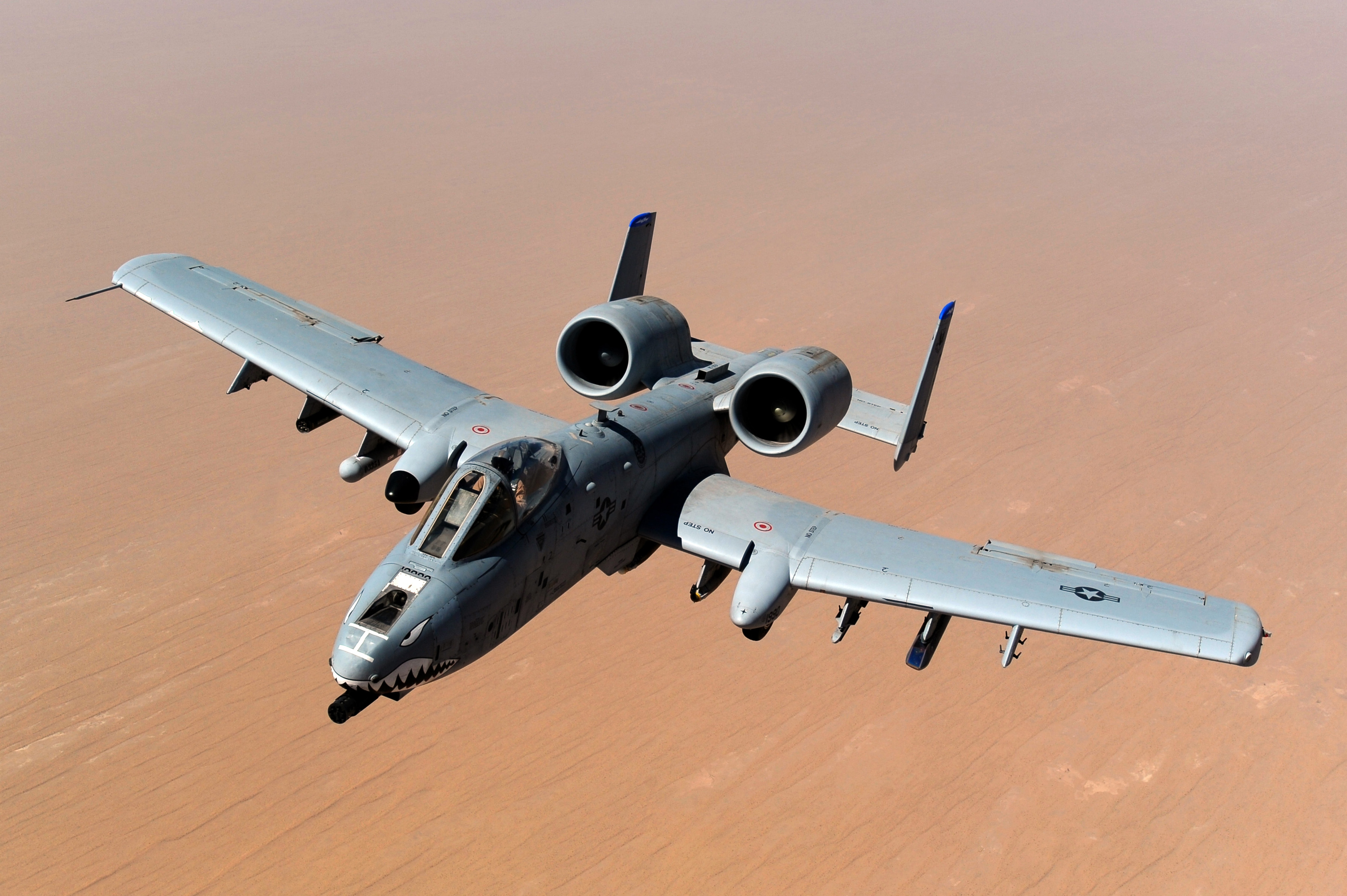
A-10 nad Afghánistánem, 2011

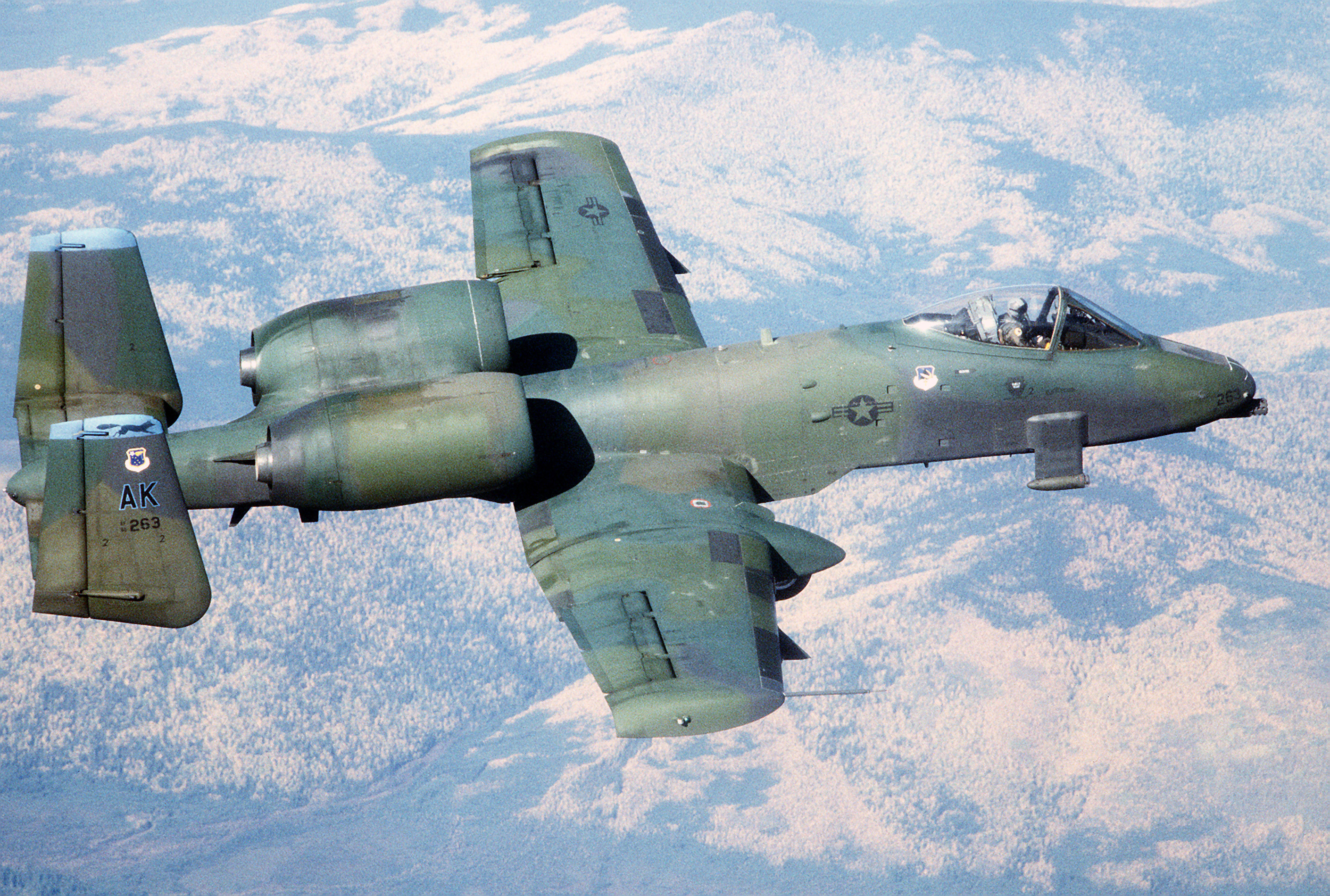
A-10 připravený svrhnout pumy Mark 82 v oblasti Yukon Command Training Site v roce 1988.

K prvnímu nasazení strojů A-10 došlo v roce 1991 během operace Pouštní bouře (Operation Desert Storm). Letadla A-10 "Warthog" nalétala celkem 8100 misí, vystřelila 90 % raket AGM-65 Maverick a při plnění úkolů zaznamenala úspěšnost 95,7 %. Během svého působení zničila 987 tanků, 926 dělostřeleckých baterií, 501 obrněných transportérů, 72 bunkrů a množství jiných pozemních cílů. Naopak irácké protivzdušné obraně se podařilo sestřelit čtyři americké A-10, dvě letadla po zásahu raketou země-vzduch havarovala během přistávání a několik jich bylo vyřazeno v důsledku velkého poškození.
Následně se letadla A-10 zúčastnila všech konfliktů, ve kterých se angažovalo americké letectvo. V roce 1995 se zapojila do operací proti Srbům v Bosně a Hercegovině, v roce 2001 proti jednotkám Tálibánu v Afghánistánu, od roku 2003 byla nasazena v Iráku, v roce 2011 se zúčastnila útoků na pozemní jednotky Kaddáfího v Libyi a od září 2014 se podílejí i na bojích proti organizaci Islámský stát. Jejich význam a nasazení však postupně klesá, a to i z důvodu, že piloti A-10 jsou na moderním bojišti vystaveni mnohem většímu riziku než posádky jiných letadel. Dokonce i protivník bez vyspělé protivzdušné obrany, který používá jen raketové komplety odpalované z ramene (jako např. Igla nebo Stinger), je v současnosti pro stroje A-10 velkou hrozbou. Z tohoto důvodu byly letouny A-10 "Warthog" od roku 2001 nasazeny pouze na 20 % všech misí přímých podpor pozemních sil. Zbývajících 80 % útoků provedly stíhačky F-15E, F-16 a F/A-18 nebo strategické bombardéry, jako jsou B-52 a B-1B. Právě tato letadla mohou díky moderním zaměřovačům a přesné, laserem nebo GPS naváděné munici zajistit blízkou palebnou podporu i v budoucnu. A navíc jsou vystavena mnohem menšímu riziku, protože jsou schopna letět rychleji a útočit z větších výšek.
Americké letectvo proto plánovalo v letech 2015 až 2019 postupně vyřadit všechna letadla A-10C. Hlavním argumentem bylo, že by se tak podařilo jen za dané období ušetřit 3,7 mld. USD. Uspořené prostředky by mohly být použity na financování nových stíhaček F-35A Lightning II, které měly být zařazeny do výzbroje letectva již koncem roku 2016. V únoru 2016 však Kongres schválil rozpočet na následující období a prodloužil financování letadel A-10C až do roku 2022.
V srpnu 2022 uveřejnil server Time informaci, že na území Ukrajiny probíhá výcvik pilotů letounů A-10 prostřednictvím virtuální reality.

## Varianty
- YA-10A – první dva prototypy
- A-10A – jednomístná verze pro přímou leteckou podporu
- OA-10A – jednomístná verze pro úkoly předsunutých leteckých návodčích
- Night/Adverse Weather A-10 – dvoumístná experimentální verze pro operace v noci a za zhoršeného počasí, později přeznačená na YA-10B, postaven byl jen jeden kus
- A-10C – modernizovaná verze A-10 se „skleněným kokpitem“ a schopností používat „inteligentní“ zbraňové systémy

## Uživatelé
- Spojené státy

Americké letectvo k prosinci 2015 disponovalo 291 stroji A-10C.

## Specifikace

### Technické údaje
- Posádka: 1
- Rozpětí: 17,53 m
- Délka: 16,26 m
- Výška: 4,47 m
- Nosná plocha: 47 m²
- Zátěž křídel: 482 kg/m²
- Hmotnost prázdného stroje: 11 321 kg
- Vzletová hmotnost: 13 782 kg
- Maximální vzletová hmotnost: 23 000 kg
- Pohonné jednotky: 2× General Electric TF34-GE-100A
- Tah pohonné jednotky: 40,32 kN
- Tah/hmotnost: 0,36

### Výkony
- Maximální rychlost: 704 km/h
- Dostup: 13 700 m
- Stoupavost: 30 m/s
- Dolet: 4150 km

### Výzbroj

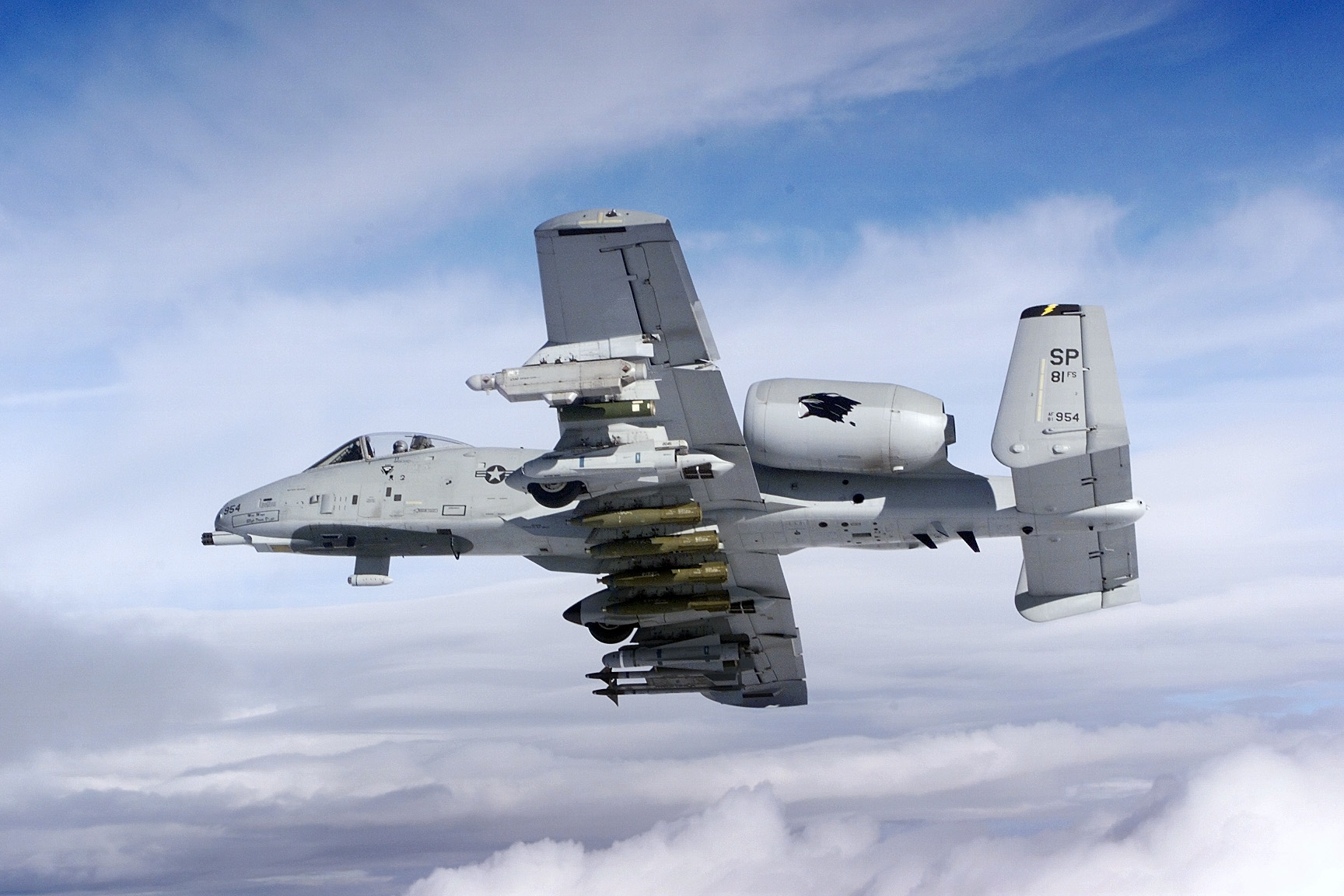
A-10 Thunderbolt II v letu s plnou výzbrojí

- 1× 30mm kanón GAU-8/A Avenger s 1350 náboji, běžně se plní o 200 ks méně - obvykle 4 průbojně zápalné z ochuzeného uranu na 1 výbušně zápalný - (náboj do 1 kg, průbojná střela 425 g a výbušná 360 - úsťová rychlost 1070 m/s), 7 rotačních hlavní s kadencí 4200 nábojů/min nebo 2100. Později upraveno na 3900 ran/min.
- Závěsy: 8× pod křídly, 3× pod trupem, max. 7200 kg výzbroje:
  - letecké pumy Mark 82, Mark 83, Mark 84, nebo
  - zápalná bomba Mark 77, nebo
  - kazetová puma BLU-1, BLU-27/B Rockeye II, BL755, CBU-52/58/71/87/89/97, nebo
  - laserem naváděné bomby GBU-10 Paveway II, GBU-12 Paveway II, GBU-16 Paveway II a GBU-24 Paveway III, nebo
  - rakety vzduch-vzduch AIM-9 Sidewinder rakety vzduch-země, AGM-65 Maverick, nebo
  - neřízené rakety Hydra 70 mm (ve vypouštěcím kontejneru LAU-68), 127mm rakety Zuni, nebo
  - kontejnery se světlicemi, ECM a staniolovými pásky, nebo
  - ALQ-131 ECM pod

### Obrana
- pancíř, odolnost proti střelám do 37 mm
- neprůstřelné sklo, odolnost proti střelám do 23 mm
- ECM, rušení zaměřovacího paprsku
- kontejnery se světlicemi a staniolovými pásky